# Taiyū-ji

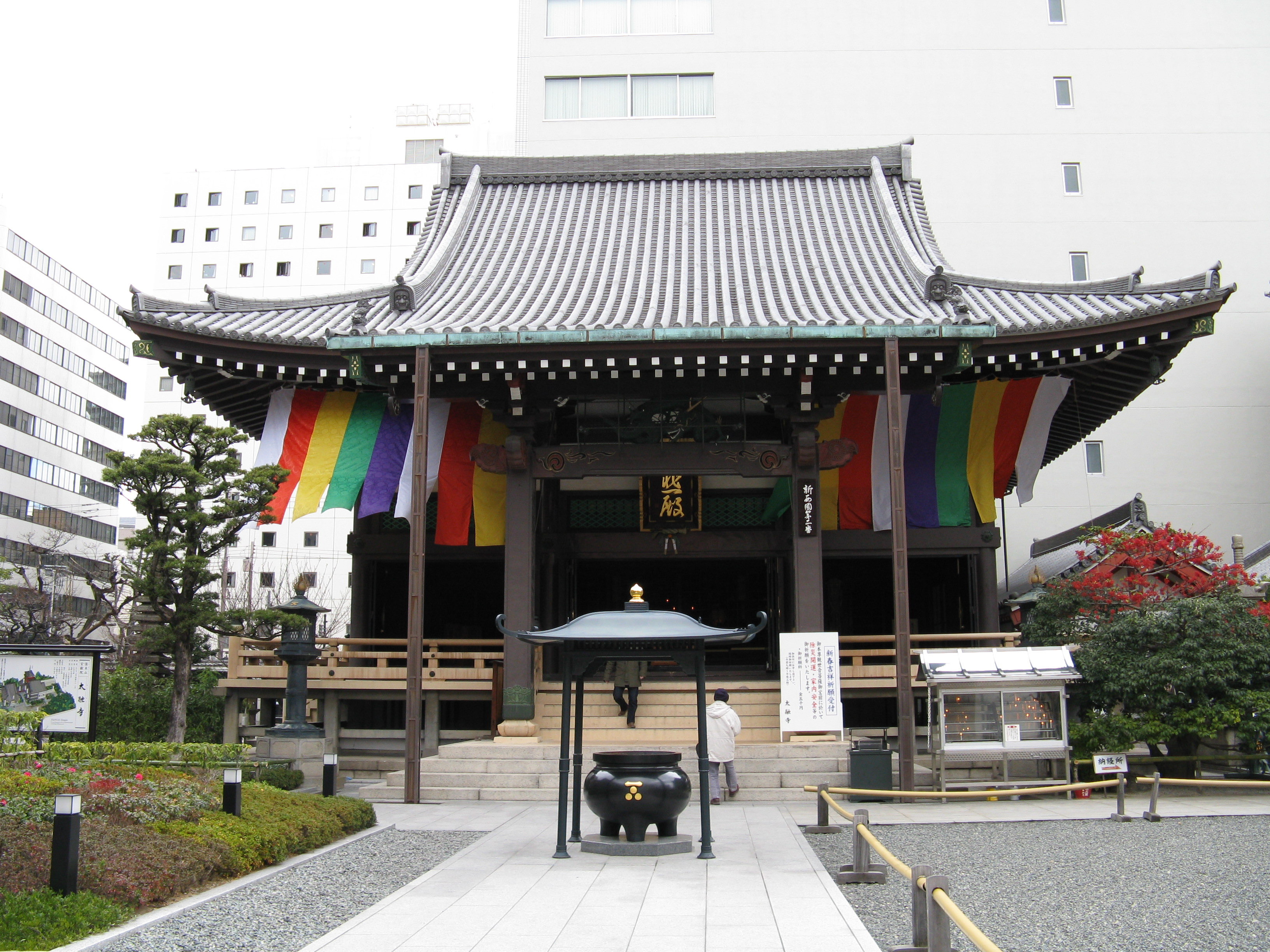
Haupthalle

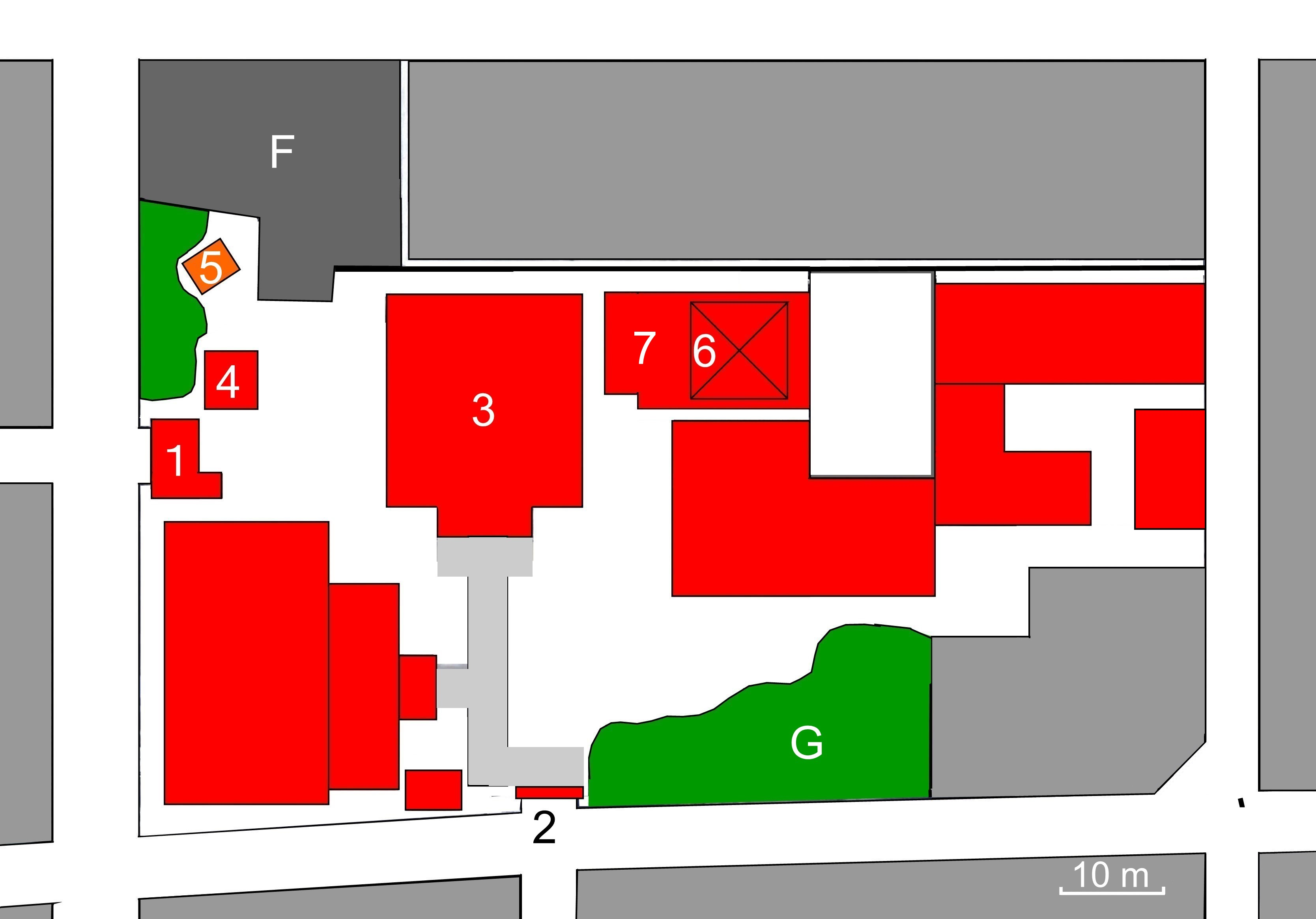
Plan des Tempels (s. Text)

Der Taiyū-ji (japanisch 太融寺) ist ein Tempel des Kōyasan-Zweigs (高野山派) der Shingon-Richtung des Buddhismus in Osaka und zieht als „Hauptnebentempel“ (準別格本山 Junbekkaku honzan) viele Pilger an. Er ist der 2. Tempel des Neuen Saigoku-Pilgerwegs.

## Geschichte
Der Tempel wurde auf Wunsch von Kaiser Saga im Jahr 821 von Priester Kukai gegründet. Als Hauptkultfigur wählte er die tausendarmige Kannon (千手観音菩薩 Senju Kannon). Später erweiterte Sagas Sohn Prinz Minamoto no Tōru (源融) die Anlage mit einer Fläche von 8 × 8 Chō (etwa 870 m²) auf eine „vollständige Tempelanlage“ (七堂伽藍 Shichidō garan), was ihr den Beinamen „Naniwa no meisatsu“ (浪華の名刹) – „Großtempel von Alt-Osaka“ – einbrachte.
Im Zusammenhang mit der Belagerung der Burg von Osaka 1615 wurde der Tempel zerstört. Erst in der Genroku-Zeit (1688–1704) wurde, beginnend mit der Haupthalle und dem großen Südtor, der Tempel mit 25 Gebäuden wieder hergestellt. Am Ende des Pazifikkriegs ging der Tempel 1945 wieder verloren. 1960 wurde die Haupthalle wieder hergestellt, dann auch die weitere Tempelanlage.

## Anlage
Man kann den Tempel durch das Westtor (西門 Saimon; im Plan 1) oder durch das einfache Südtor (南門 Nanmon; 2) betreten. Der Tempel umfasst nach dem Wiederaufbau neben der Haupthalle (本堂 Hondō; 3) den Glockenturm (鐘楼 Shōrō; 4), den kleinen Hakuryū Ōkami-Schrein (白龍大神; 5), den Pavillon für den Tempelgründer, die Daishidō (大師堂), den Fudō-Pavillon (不動堂), in dem der heilige Fudō (不動菩薩) verehrt wird, den Goma-Pavillon (護摩堂; 7), eine Schatzpagode (宝塔 Hōtō; 6), in der der heilige Dainichi (大日如来) verehrt wird, den Bereich für Pilgergäste, das Abt- und Mönchsquartier (本坊 Honbō; A) mit Speisesaal (庫裏). Im Süden erstreckt sich der „Neun-Berge–neun-Meere-Garten“ (九山九海庭 Kuzan kukai niwa; G).
Am Westtor steht ein Gedenkstein für Minamoto no Tōru, auf dem Friedhof (F), dort befindet sich das Grab der bekannten Nebenfrau Hideyoshi Toyotomis, Yodo-dono (淀殿), das eine sechsstufige Steinstupa (六輪塔 Rokurintō) ziert. An eine Stele für Matsuo Bashō ist sein Haiku „Weiße Chrysantheme – zeigt sich auffallend – aber kein Reh“.

## Bilder

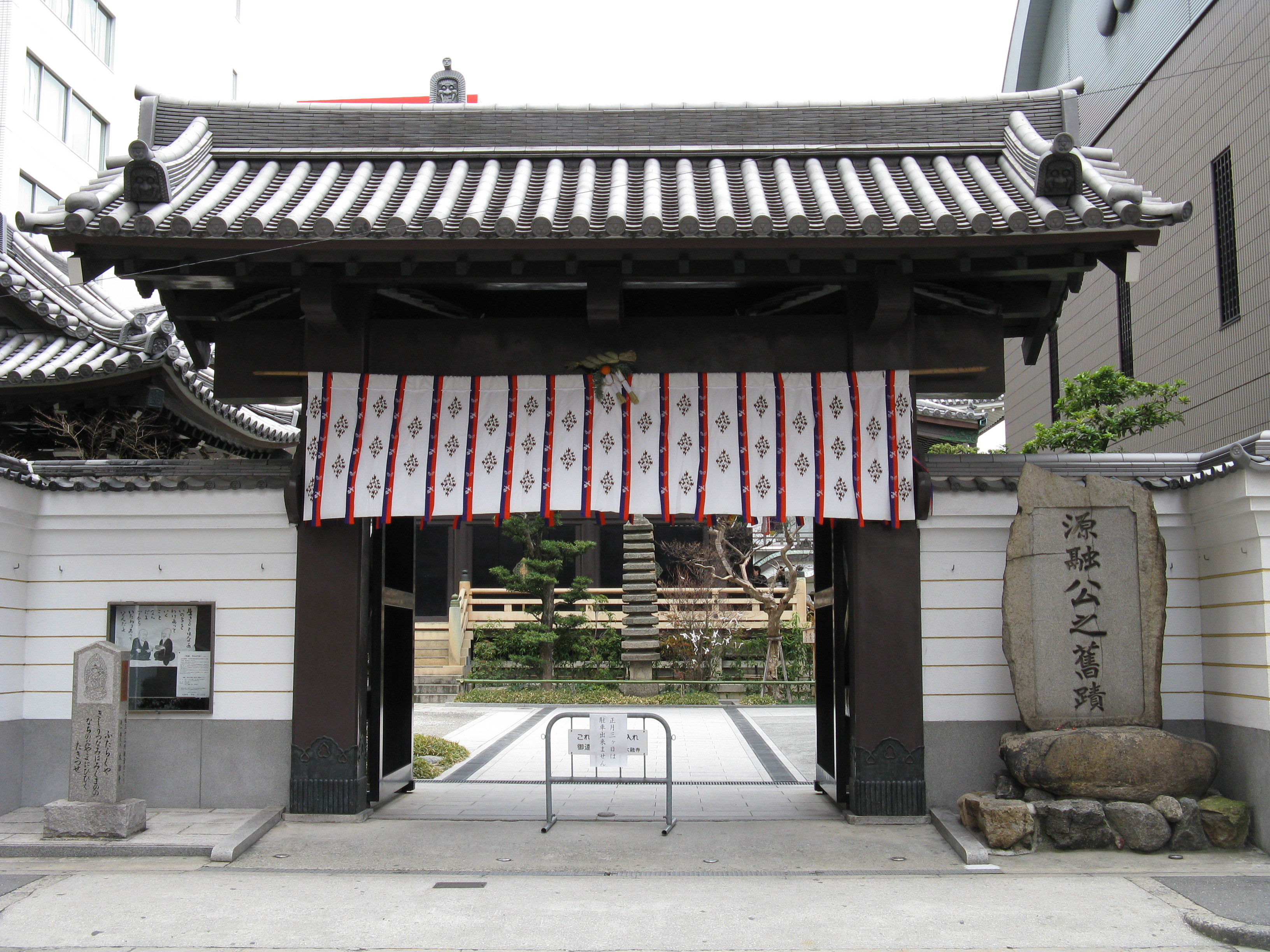
Westtor
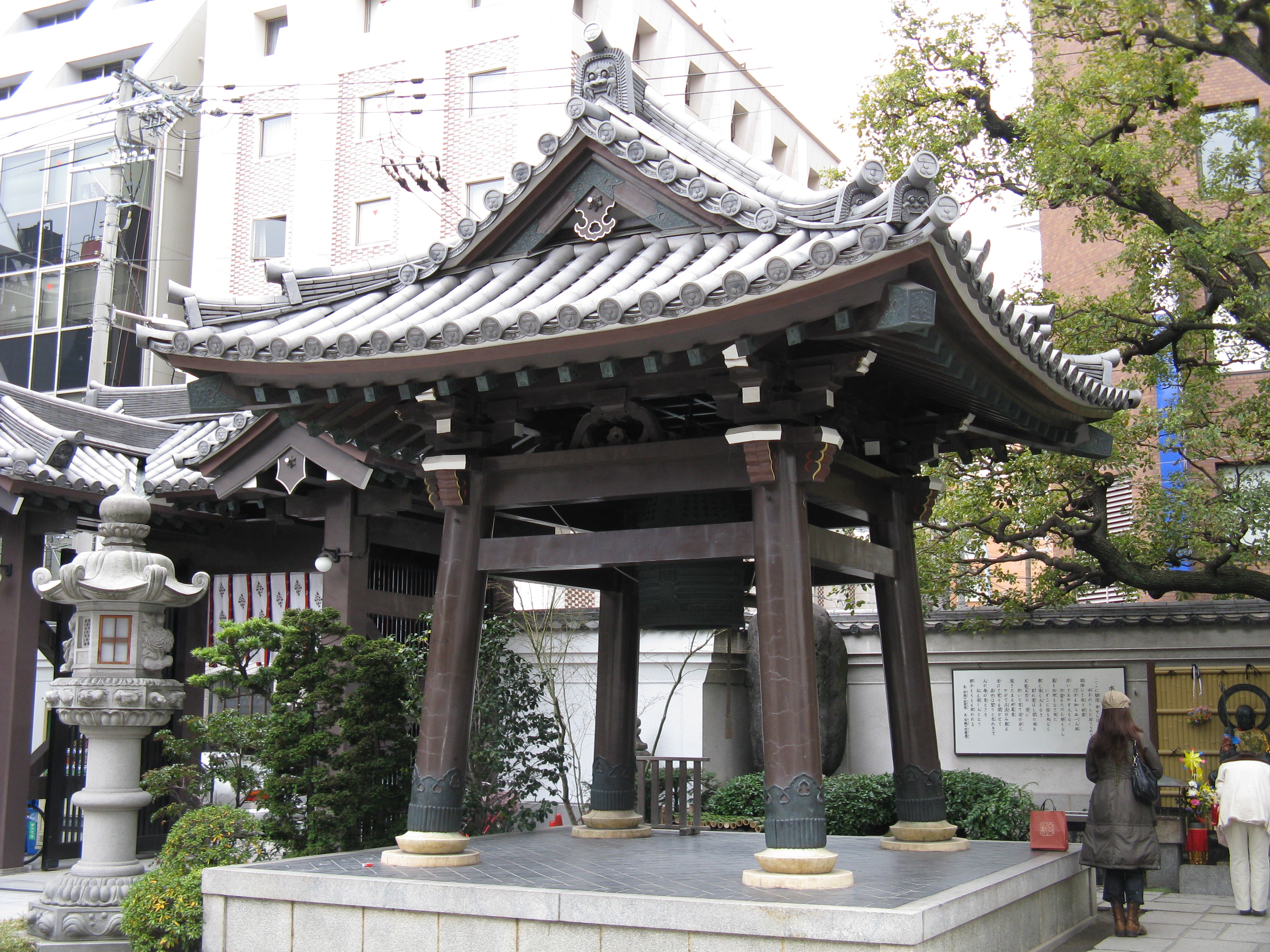
Glockenturm
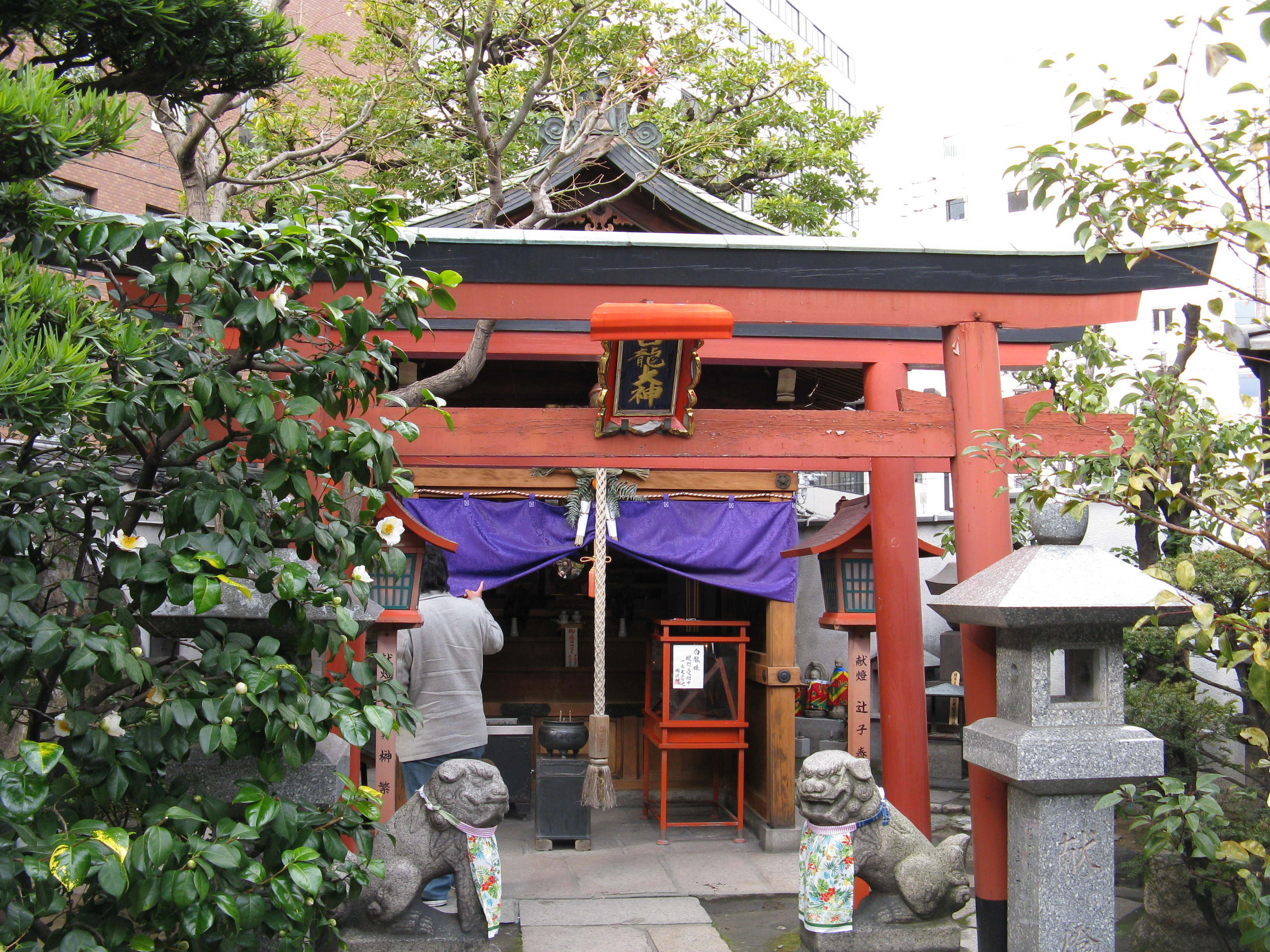
Hakuryū Ōkami-Schrein
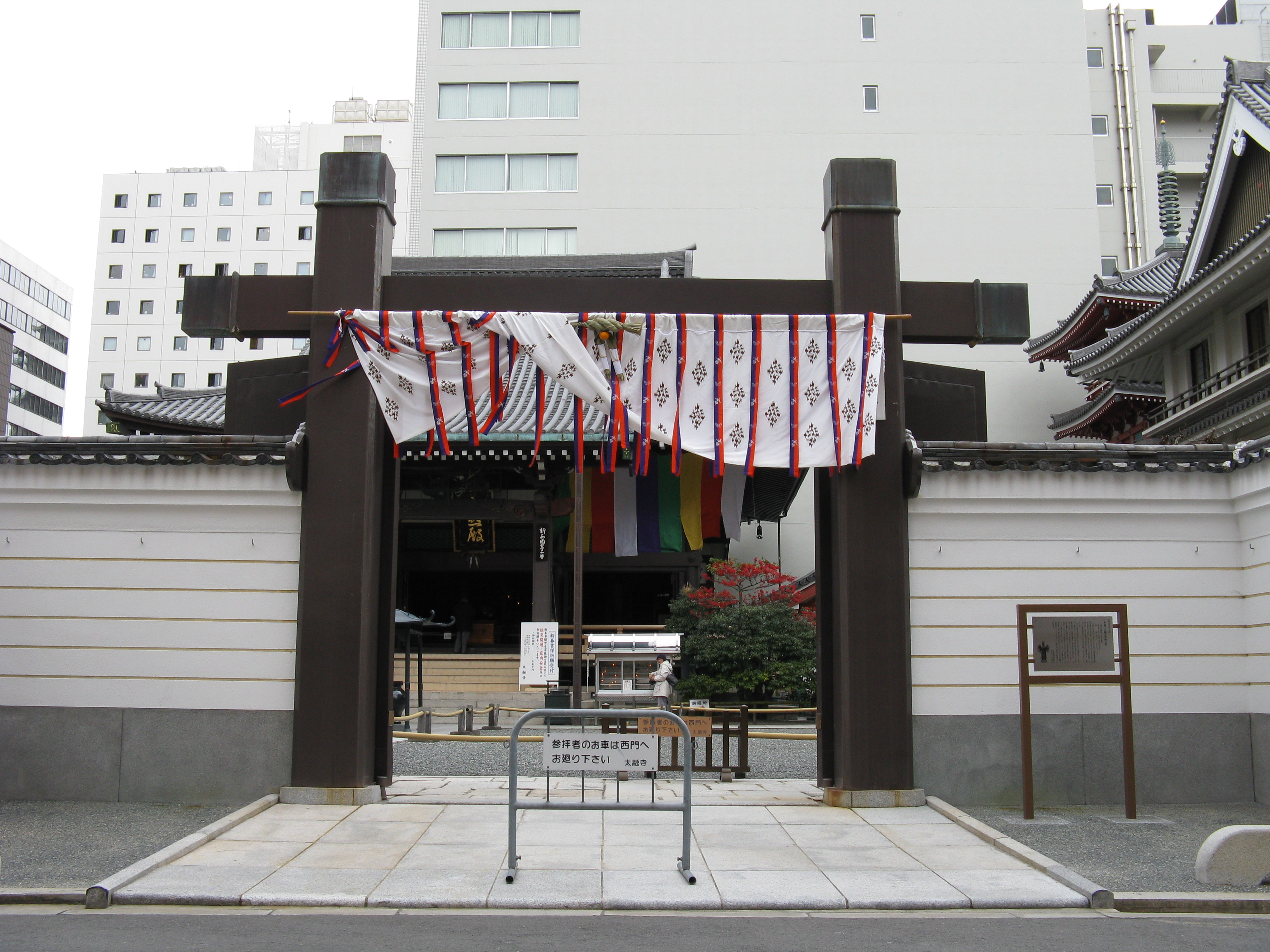
Südtor
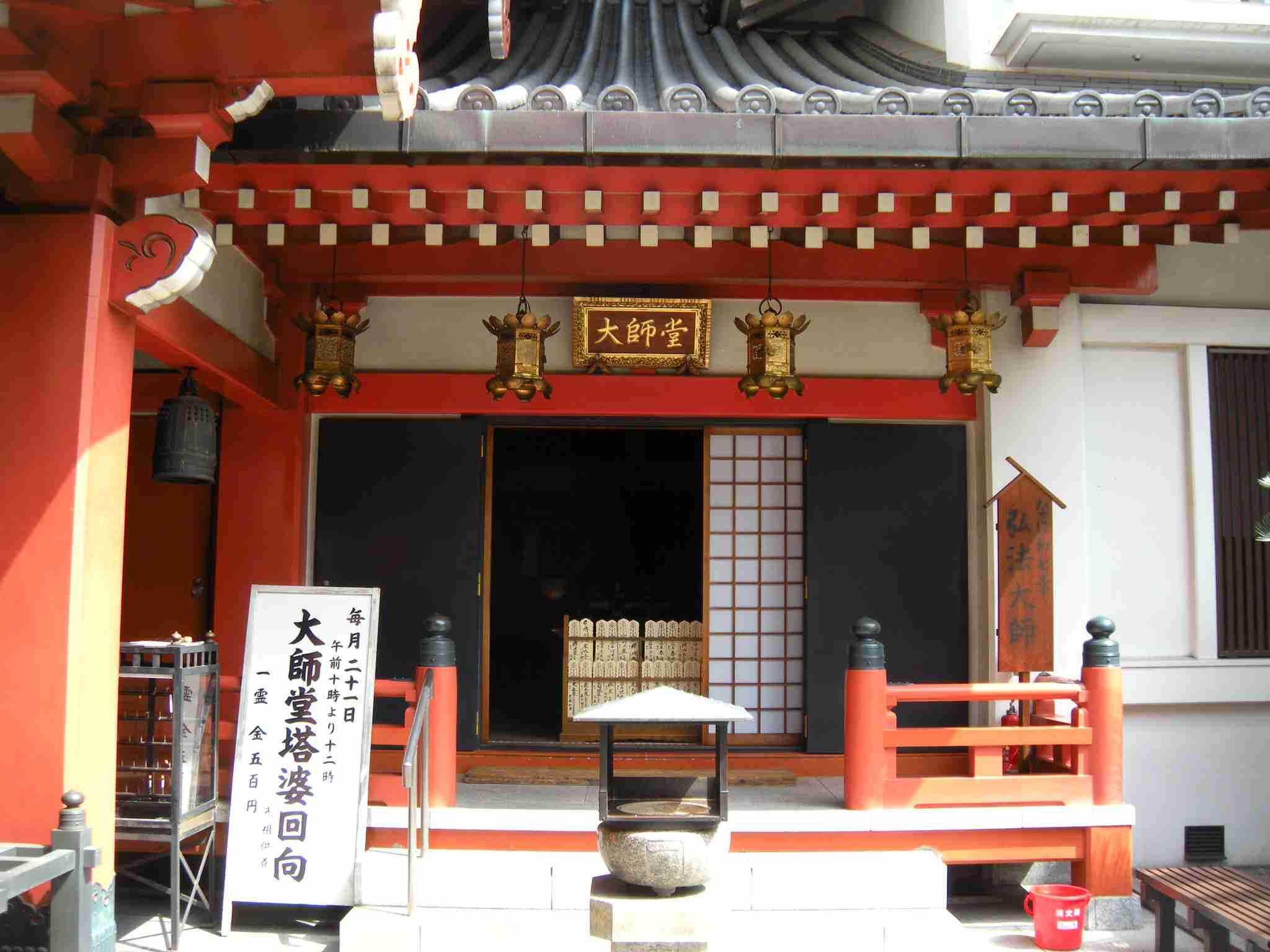
Daishi-dō
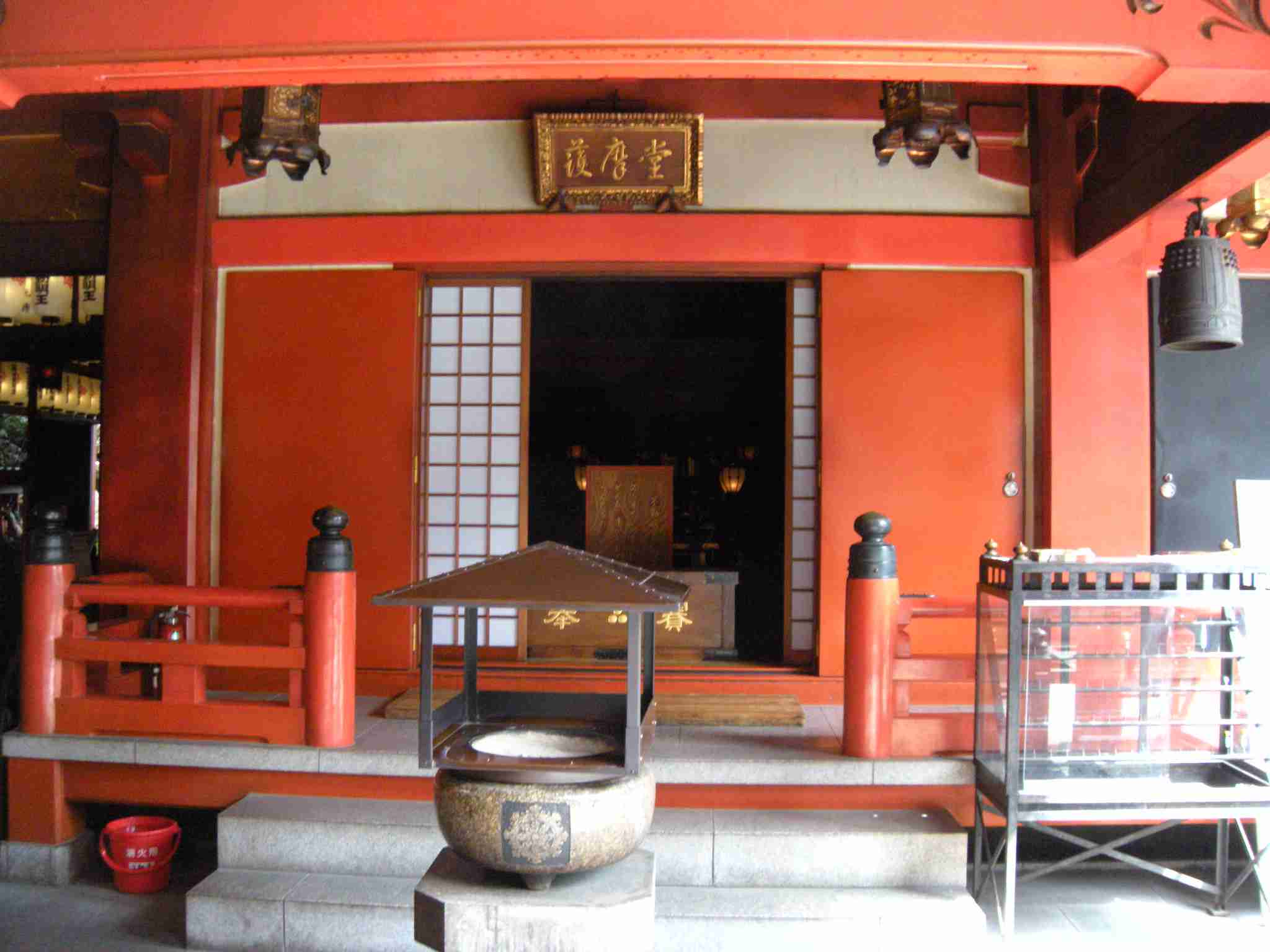
Goma-dō